# Tsenzhab Serkong Rinpoché
Rinpoché, Geshé
Darmadodey (un fils de Marpa) Serkong Rinpoché
Tsenzhab Serkong Rinpoché (tibétain : མཚན་ཞབས་སེར་ཀོང་རིན་པོ་ཆེ, Wylie : mtshan zhabs ser kong rin po che) est un lama tibétain (27 juillet 1914, sud du Tibet - 29 août 1983, Spiti) 